# Domaslava (kraljica)
Domaslava je bila kraljica u prvoj polovini 10. vijeka. 

## Kameni ulomak
Jedini poznati izvor njenog postojanja je na fragmentima dedikacijskog natpisa oltarske pregrade u crkvi Svetog Vida na Klisu.

Latinski tekst natpisa glasi :

- “”[2]

Prijevod:
- “ sin ... sa svojom kraljicom Domaslavom”.

Hrvatski mediji su proširili priču da se radi o hrvatskoj kraljici iako se u tekstu ne spominje hrvatsko ime no završetak riječi orum, što može biti sclavorum, serblorum ili croatorum. Miloš Milojević je spomenuo postojanje jedne srpske kraljice na tim prostorima iz prve polovine 10. vijeka.  Ona je po njemu bila žena kralja Pavlimira  kojeg Danijele Farlati naziva Paulimirus Rex Serblorum.  Pavlimir je po Farlatiju bio kralj dalmatinske Srbije. 

## Literatura
- Bužančić, Radoslav. Crkve sv. Vida na Klisu i sv. Marije u Blizini Gornjoj: prilog proučavanju vladarske predromaničke arhitekture IX. stoljeća